# Controllabilità
Nell'analisi dei sistemi dinamici, la controllabilità di un sistema dinamico è la sua capacità di raggiungere qualsiasi punto dello spazio delle fasi mediante un qualche insieme di manipolazioni. La definizione rigorosa dipende dal contesto in cui viene presentato il problema dinamico; generalmente si riferisce alla capacità di un ingresso (controllo esterno) di agire sullo stato del sistema in modo tale da condurlo da un'arbitraria configurazione iniziale ad una arbitraria configurazione finale in un intervallo di tempo finito. Il concetto duale a quello di controllabilità è l'osservabilità, che riguarda la possibilità di studiare lo stato del sistema a partire dalle uscite.
Si parla nello specifico di controllabilità per riferirsi alla capacità di portare il sistema da uno stato qualsiasi all'origine, e di raggiungibilità per riferirsi, al contrario, alla possibilità di controllare il sistema una volta che esso ha raggiunto un certo stato iniziale, ovvero di poter raggiungere qualsiasi stato a partire dall'origine. Nei sistemi LTI le due proprietà si implicano a vicenda.
Gli autovalori della parte non raggiungibile di un sistema non compaiono come poli della funzione di trasferimento, e in particolare si dimostra che un sistema è controllabile se e solo se tutti gli autovalori della sua parte non raggiungibile sono nulli. La raggiungibilità implica dunque la controllabilità, ma in generale non vale il viceversa (l'equivalenza si ha solamente nei sistemi a tempo continuo).
Si tratta di proprietà introdotte per valutare le condizioni operative (come il suo stato o la sua uscita) in cui è possibile portare un sistema dinamico, specialmente se è lineare, applicando un controllo al sistema. Una nozione più debole di controllabilità è quella di stabilizzabilità: un sistema è stabilizzabile se tutti gli stati (variabili di stato) non controllabili possono essere resi stabili.

## Sistemi dinamici lineari
Dato un sistema lineare:
{\displaystyle {\dot {\mathbf {x} }}(t)=A(t)\mathbf {x} (t)+B(t)\mathbf {u} (t)}
{\displaystyle \mathbf {y} (t)=C(t)\mathbf {x} (t)+D(t)\mathbf {u} (t)}
esiste un controllo {\displaystyle u} dallo stato {\displaystyle x_{0}} al tempo {\displaystyle t_{0}} allo stato {\displaystyle x_{1}} al tempo {\displaystyle t_{1}>t_{0}} se e solo se {\displaystyle x_{1}-\phi (t_{0},t_{1})x_{0}} è nello spazio delle colonne di:
{\displaystyle W(t_{0},t_{1})=\int _{t_{0}}^{t_{1}}\phi (t_{0},t)B(t)B(t)^{T}\phi (t_{0},t)^{T}dt}
dove {\displaystyle \phi } è la matrice di transizione di stato e {\displaystyle W(t_{0},t_{1})} è la matrice gramiana di controllabilità.
Infatti, se {\displaystyle \eta _{0}} è la soluzione di:
{\displaystyle W(t_{0},t_{1})\eta =x_{1}-\phi (t_{0},t_{1})x_{0}}
allora il controllo dato da:
{\displaystyle u(t)=-B(t)^{T}\phi (t_{0},t)^{T}\eta _{0}}
realizza il trasferimento richiesto.
Si nota che {\displaystyle W} in questo modo è simmetrica, semidefinita positiva e soddisfa le equazioni:
{\displaystyle {\frac {d}{dt}}W(t,t_{1})=A(t)W(t,t_{1})+W(t,t_{1})A(t)^{T}-B(t)B(t)^{T},\;W(t_{1},t_{1})=0}
{\displaystyle W(t_{0},t_{1})=W(t_{0},t)+\phi (t_{0},t)W(t,t_{1})\phi (t_{0},t)^{T}}

### Sistemi dinamici lineari stazionari
Dato il sistema lineare stazionario (LTI):
{\displaystyle {\dot {\mathbf {x} }}(t)=A\mathbf {x} (t)+B\mathbf {u} (t)}
{\displaystyle \mathbf {y} (t)=C\mathbf {x} (t)+D\mathbf {u} (t)}
dove {\displaystyle \mathbf {x} } ha dimensione {\displaystyle n\times 1} ed è il vettore di stato, {\displaystyle \mathbf {y} } ha dimensione {\displaystyle m\times 1} ed è l'uscita, {\displaystyle \mathbf {u} } ha dimensione {\displaystyle r\times 1} ed è l'ingresso (controllo), {\displaystyle A} ha dimensione {\displaystyle n\times n}, {\displaystyle B} ha dimensione {\displaystyle n\times r}, {\displaystyle C} ha dimensione {\displaystyle m\times n} e {\displaystyle D} ha dimensione {\displaystyle m\times r}.
La matrice di controllabilità ha dimensione {\displaystyle n\times nr} ed ha la forma:
{\displaystyle R={\begin{bmatrix}B&AB&A^{2}B&...&A^{n-1}B\end{bmatrix}}}
Il sistema LTI è controllabile se la matrice ha tutte le colonne (o tutte le righe) linearmente indipendenti (ha rango {\displaystyle n}).
In modo equivalente, il sistema:
{\displaystyle {\dot {x}}(t)=Ax(t)+Bu(t)}
è controllabile se per ogni coppia di stati iniziale {\displaystyle x_{0}=x(0)} e finale {\displaystyle x_{f}} esistono un tempo {\displaystyle T<\infty } e un ingresso {\displaystyle u} tali che:
{\displaystyle x(T)=e^{At}x_{0}+\int _{0}^{T}e^{A(t-\tau )}Bu(\tau )d\tau =x_{f}}

### Sistemi lineari stazionari discreti
Per un sistema a tempo discreto ({\displaystyle k\in \mathbb {Z} }) l'equazione di stato ha la forma:
{\displaystyle {\textbf {x}}(k+1)=A{\textbf {x}}(k)+B{\textbf {u}}(k)}
dove {\displaystyle A} è una matrice {\displaystyle n\times n} e {\displaystyle B} ha dimensione {\displaystyle n\times r} matrix ({\displaystyle \mathbf {u} } sono {\displaystyle r} input in un vettore colonna {\displaystyle r\times 1}). Similmente al caso continuo, se la matrice {\displaystyle n\times nr} data da:
{\displaystyle C={\begin{bmatrix}B&AB&A^{2}B&\cdots &A^{n-1}B\end{bmatrix}}}
ha rango massimo (pari ad {\displaystyle n}) il sistema è controllabile.
L'insieme degli stati raggiungibili è dato dall'immagine {\displaystyle Im(C)} di {\displaystyle C}, mentre l'insieme degli stati controllabili è dato da {\displaystyle A^{-n}Im(C)}. Se {\displaystyle C} ha rango massimo i due insiemi coincidono.
Infatti, preso lo stato {\displaystyle {\textbf {x}}(0)} al tempo iniziale {\displaystyle k=0}, l'equazione di stato fornisce:
{\displaystyle {\textbf {x}}(1)=A{\textbf {x}}(0)+B{\textbf {u}}(0)}
allora:
{\displaystyle {\textbf {x}}(2)=A{\textbf {x}}(1)+B{\textbf {u}}(1)=A^{2}{\textbf {x}}(0)+AB{\textbf {u}}(0)+B{\textbf {u}}(1)}
e procedendo in tal modo (ovvero effettuando ricorsivamente la sostituzione del vettore {\displaystyle {\textbf {x}}} delle variabili di stato al tempo precedente) si ottiene una forma del tipo:
{\displaystyle {\textbf {x}}(n)=B{\textbf {u}}(n-1)+AB{\textbf {u}}(n-2)+\cdots +A^{n-1}B{\textbf {u}}(0)+A^{n}{\textbf {x}}(0)}
o in modo equivalente:
{\displaystyle {\textbf {x}}(n)-A^{n}{\textbf {x}}(0)=[B\,\,AB\,\,\cdots \,\,A^{n-1}B][{\textbf {u}}^{T}(n-1)\,\,{\textbf {u}}^{T}(n-2)\,\,\cdots \,\,{\textbf {u}}^{T}(0)]^{T}.}
Assegnando un valore a {\displaystyle {\textbf {x}}(n)}, l'equazione può essere sempre risolta per un vettore di vettori di controllo {\displaystyle {\textbf {u}}^{T}(n-i)} se e soltanto se la matrice delle matrici {\displaystyle B\,\,AB\,\,\cdots \,\,A^{n-1}B} ha rango massimo.